# تايلر هاينز (لاعب كرة سلة)
تايلر هاينز (27 يونيو 1990 بفيلادلفيا في الولايات المتحدة - ) (بالإنجليزية: Tyler Hines)‏ هو لاعب كرة سلة أمريكي في مركز هجوم قوي الجسم. لعب مع Peristeri B.C. ‏.

## وصلات خارجية
- تايلر هاينز على موقع كلية كرة السلة في سبورتس رفرنس.كوم (الإنجليزية)
- تايلر هاينز على موقع ريلجم (الإنجليزية)
- تايلر هاينز على موقع بروبوليرز (الإنجليزية)